# Georg Frey (General)
Philipp Georg Frey (* 23. März 1807; † 1. November 1890 in Darmstadt) war ein Großherzoglich Hessischer Generalmajor.

## Leben
Georg Frey war ein Sohn des Amtmanns Georg Ludwig Frey (1761–1818) und dessen Ehefrau Johannette Charlotte Louise, geborene von Mylius (1764–1847). Er wuchs mit seinen älteren Geschwistern Ludwig Friedrich (1789–1832, Regierungsrat), Karl Christian (1792–1845, Forstmeister), Christian Conrad (1798–1870, Generalleutnant), Louise Friederike (1801–1884) und Ernst Wilhelm (1805–1873, Appellationsgerichtsrat) auf.
Georg entschied sich für eine Laufbahn in der Großherzoglich Hessischen Armee, war dort zunächst Unteradjutant im Leibgarde-Regiment und wurde am 20. April 1827 Sekondeleutnant im 1. Infanterie-Regiment. Er avancierte Ende August 1833 zum Premierleutnant. Mit der Beförderung zum Hauptmann erfolgte Mitte Oktober 1843 seine Versetzung in das 2. Infanterie-Regiment. Von Ende August 1846 bis Ende Februar 1855 war Frey Adjutant der 1. Infanterie-Brigade. Daran schloss sich als Major und Kommandeur des II. Bataillons eine Verwendung im 3. Infanterie-Regiment an. Mit der Beförderung zum Oberstleutnant kam Frey am 19. September 1858 zum Stab des 4. Infanterie-Regiments. Am 27. April 1859 wurde er Oberst und Kommandeur des 2. Infanterie-Regiments, bevor ihn Ludwig III. am 18. Oktober 1860 zu seinem Flügeladjutanten ernannte. In dieser Stellung zeichnete ihn der Großherzog im Oktober 1860 mit dem Komtur II. Klasse seines Verdienstordens und im August 1864 mit dem Kommandeurskreuz II. Klasse des Ludewigs-Ordens aus. Ferner erhielt er die Erlaubnis zur Annahme des Ordens der Eisernen Krone und des Russischen Ordens der Heiligen Anna II. Klasse sowie des Kommandeurkreuzes des Ordens der Württembergischen Krone
Am 6. August 1865 wurde Frey Generalmajor und Kommandeur der 1. Infanterie-Brigade, mit der er sich im Jahr darauf während des Deutschen Krieges am Gefecht bei Frohnhofen beteiligte.
Am 17. Februar 1867 wurde er auf eigenen Wunsch zu den Offizieren à la suite der Infanterie versetzt und zugleich zum ständigen Stellvertreter des Präsidenten des Oberkriegsgerichts ernannt. In dieser Eigenschaft erhielt er im Juni 1867 die Erlaubnis zur Annahme des Sankt-Stanislaus-Ordens I. Klasse.

## Familie
1843 heiratete er Emilie Schleiermacher (1818–1894), Tochter des Bibliothekars Andreas Schleiermacher. Aus der Ehe sind die Kinder Karl Andreas Ludwig (* 1844, Direktor), Maria (1848–1904, ∞ Louis Ewald), Ernst (1851–1905, Chemiker), Caroline (1860–1937) und Charlotte (1876–1961, ∞ Robert Cauer) hervorgegangen.